# Bergwaldhummel
Die Bergwaldhummel (Bombus wurflenii) ist eine Art der Hummeln (Bombus).

## Beschreibung
Die Königin hat schwarze zerzauste Haare und einen orangen Hinterleib. Die Arbeiterinnen sehen genauso aus oder haben einen angedeuteten gelben Kragen. Sie sind deutlich kleiner als die Königin. Die Männchen haben einen gelben Kragen und eine gelbe Schnauze, ansonsten gleichen sie den Arbeiterinnen. Diese Hummeln haben einen besonders kurzen Rüssel und starke Kiefer.

## Vorkommen
Die Bergwaldhummel ist eine Art, die in Hoch- und Mittelgebirge vorkommt. Ihr Verbreitungsgebiet reicht von den Pyrenäen bis zum Ural und nach Fennoskandien. In den Alpen ist sie bis in Höhenlagen von 2600 Meter zu finden. In Baden-Württemberg gibt es Vorkommen im Schwarzwald und auf der Schwäbischen Alb, vereinzelt auch im Alpenvorland bzw. sehr vereinzelt im Flachland. In Deutschland ist vermutlich die Grenze zwischen den Mittelgebirgen und dem norddeutschen Flachland die nördliche Verbreitungsgrenze.
Gebirgswälder sowie Bergwiesen in der Nähe von Wäldern sind der Siedlungsschwerpunkt. Daneben ist sie auch auf brachgefallenen Schafweiden (Wacholderheiden) und Bergheiden zu finden. Im Hochgebirge steigt sie bis über die Baumgrenze auf.

## Lebensweise
Die Nester werden meist unterirdisch in verschiedenen Tiefen angelegt, beispielsweise unter Zwergsträuchern oder in verlassenen Mäusenestern. Bombus wurflenii ist ein Nestbezieher und Pollenstorer. Die Völker sind individuenreich. Die Art gilt als leicht reizbar.
Die Bergwaldhummel ist polylektisch, das heißt, sie geht an die Blüten vieler verschiedener Pflanzenarten. Sie bildet nur eine Generation pro Jahr (univoltin). Die Weibchen überwintern. Sie erscheinen im Frühjahr ab Mitte April. Junge Weibchen und Männchen erscheinen im Juli.

## Systematik
Die Unterart Bombus wurflenii subsp. mastrucatus (Gerstäcker) ist boreo-montan und hat ein disjunktes Verbreitungsgebiet, welches die Alpen, die mitteleuropäischen Mittelgebirge, die Tatra, die Karpaten und den Balkan umfasst.

## Gefährdung
In Baden-Württemberg ist die Bergwaldhummel aufgrund der Aufforstung mit Fichten, natürlicher Wiederbewaldung und der Intensivierung der Landwirtschaft im Rückgang begriffen und gefährdet.